# امیر فلاحن
امیر فلاحن (انگلیسی: Amir Falahen؛ زادهٔ ۱۵ مارس ۱۹۹۳) بازیکن فوتبال اهل آلمان است.
از باشگاه‌هایی که در آن بازی کرده‌است می‌توان به باشگاه فوتبال فرایبورگ اشاره کرد.